# Lover's Acid
Albums de Luke Vibert
Sorry I Make You Lush Amen Andrews vs. Spac Hand Luke
Lover's Acid est un album de musique électronique de Luke Vibert publié en 2005.
Il s'agit d'une compilation de trois EPs au format 12" composés par Vibert et sortis précédemment sur le label Planet Mu : '95-'99 (2000), Homewerk (en) (2002) et Lover's Acid (2005).
Selon Pitchfork, qui souligne la ligne de basse samplée de James Brown dans Funky Acid Stuff ou les breaks d'Acid2000, l'album « est très amusant en dépit de quelques passages un peu ternes. Cette douzaine de morceaux enregistrés au cours des huit ou neuf années précédentes ne montrent que peu de références pour un genre en particulier ».
L'album est composé en grande partie à l'aide d'un synthétiseur Roland TB-303, sauf sur de rares morceaux.

## Titres
| 1.    | Funky Acid Stuff  | 4:41 |
| 2.    | Cash'n'Carry Acid | 4:23 |
| 3.    | Homewerk          | 4:34 |
| 4.    | Gwinthian         | 6:58 |
| 5.    | Prick Tat         | 3:25 |
| 6.    | Analord           | 4:54 |
| 7.    | Lover's Acid      | 5:12 |
| 8.    | Acid2000          | 3:43 |
| 9.    | Come on Chaos     | 5:27 |
| 10.   | Orch Garage       | 3:43 |
| 11.   | Dirty Fucker      | 4:41 |
| 12.   | Flyover           | 6:54 |
| 58:43 |                   |      |